# Spinoza coerulea
Spinoza coerulea là một loài bọ cánh cứng trong họ Cleridae. Loài này được Lewis miêu tả khoa học năm 1892.